# U-Bahnhof Oriente

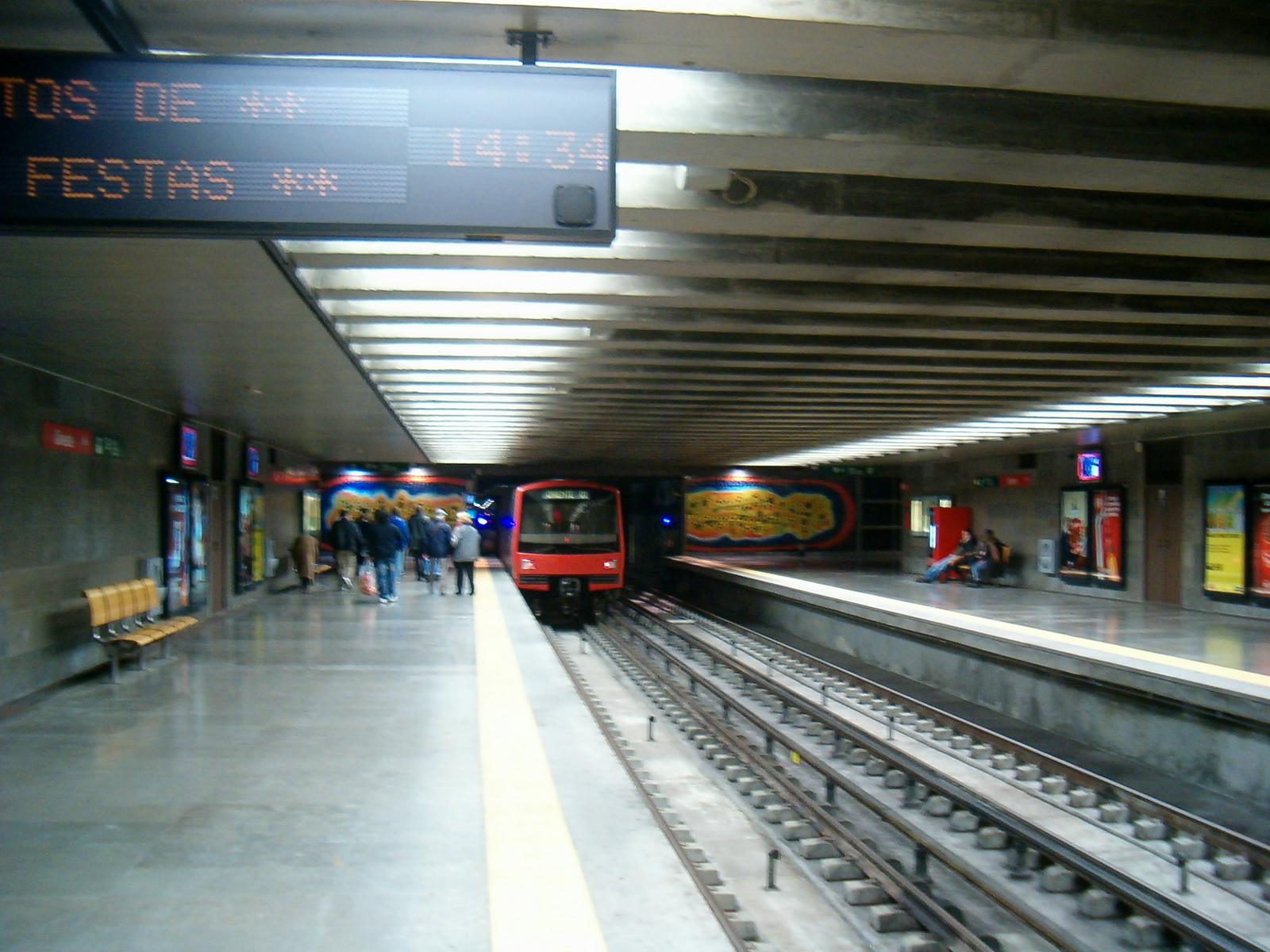
Blick auf den per se nüchternen Bahnsteig. Das große Zwischengeschoss bildet die Decke oberhalb der Seitenbahnsteige

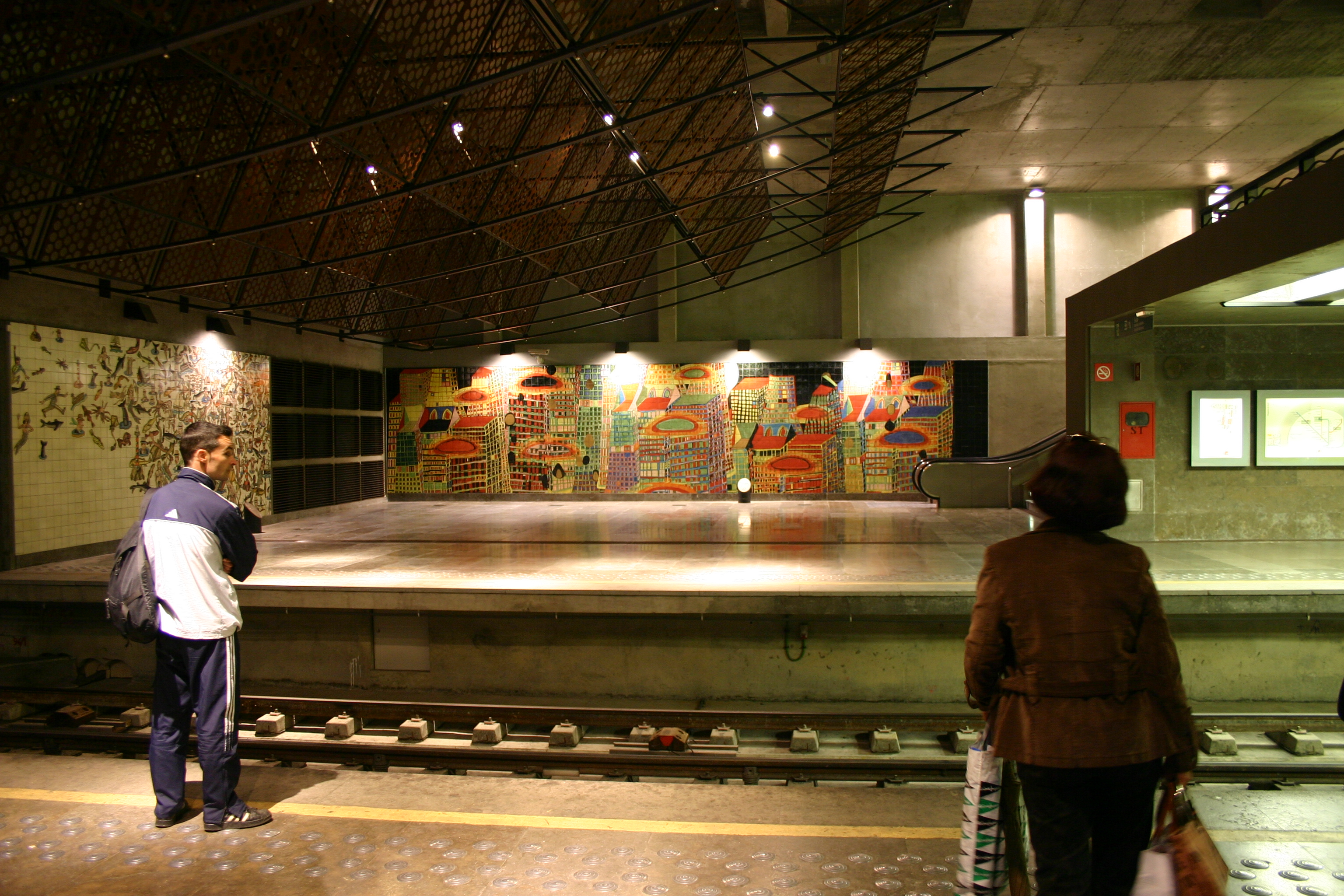
Südliches Ende des Bahnsteiges, im Hintergrund das Werk von Friedensreich Hundertwasser, links im Bild das Werk von Antonio Seguí

Oriente ist ein U-Bahnhof der Linha Vermelha der Metro Lissabon, des U-Bahn-Netzes der portugiesischen Hauptstadt. Der Bahnhof befindet sich unterhalb des gleichnamigen Bus- und Eisenbahn-Bahnhofes parallel zur Avenida de Berlim in der Lissabonner Stadtgemeinde Olivais. Die Nachbarbahnhöfe sind Cabo Ruivo und Moscavide. Der U-Bahnhof ging am 19. Mai 1998 in Betrieb.

## Geschichte

### Bau
Der U-Bahnhof Oriente war zunächst Abschluss der 1998 anlässlich der in Lissabon stattfindenden Weltausstellung eröffneten U-Bahn-Linie Linha Vermelha dar. Die Linie ging, gemeinsam mit den Bahnhöfen Alameda II, Olaias, Bela Vista und Chelas am 19. Mai 1998 in Betrieb. Ab Februar 2007 wurde an der Erweiterung der Linha Vermelha von Oriente bis zum Flughafen Portela gebaut. Diese 3,6 Kilometer lange Strecke, die neben dem Endbahnhof Aeroporto auch zwei weitere Stationen umfasst (Encarnação und Moscavide) ging am 17. Juli 2012 in Betrieb. Die Kosten für die Verlängerung belaufen sich auf 218 Millionen Euro.
Östlich des U-Bahnhofs befindet sich der Fernbahnhof Oriente, der ebenfalls im Rahmen der Expo 98 entstand. Dort gibt es die Möglichkeit zu den zahlreichen Vorort-, Regional- und Fernzügen in alle Landesteile Portugals umzusteigen. Außerdem befindet sich westlich des U-Bahnhofs ein großer Busbahnhof.

### Künstlerische Ausgestaltung
Den U-Bahnhof in seiner Grundkonzeption entwarf der Architekt Carlos Sanchez Jorge. Wie üblich besitzt der Bahnhof zwei Seitenbahnsteige, das überdimensionale Zwischengeschoss bildet quasi die Decke derselben, lediglich an den beiden Enden kleinere Seitenhallen. Oriente sollte in der Konzeption der Linha Vermelha den Höhepunkt der künstlerisch hoch vielfältigen Linie darstellen. Normalerweise lädt die Betreibergesellschaft der Metro, Metropolitano de Lisboa, EPE ausnahmslos portugiesische Künstler ein, um an den verschiedenen U-Bahnbauten mitzuwirken. Um der Bedeutung der Weltausstellung gerecht zu werden, gab es beim U-Bahnhof Oriente eine Ausnahme und so wurde insgesamt elf verschiedene Künstler von allen fünf Kontinenten eingeladen. Jeder Künstler brachte sich auf seine Weise im Gesamtwerk des Bahnhofes ein.
Architekt Carlos Sanchez Jorge beteiligte sich ebenfalls an der künstlerischen Gestaltung, wenn auch auf unauffällige Weise: Er orientierte sich am Motto der Weltausstellung Os oceanos: um património para o futuro, zu Deutsch „Die Ozeane: Ein Erbe für die Zukunft“ und entwarf leicht geschwungene, wellenähnliche Absperrgitter sowie Säulenverkleidungen.
Der Portugiese Joaquim Rodrigo, der während der finalen Arbeit verstarb, entwarf das 2,70 × 12,5 Meter große Fliesengemälde „Praia do Vau“, das einen bekannten Strand in der portugiesischen Algarve darstellt. Rodrigo hinterließ dem portugiesischen Künstler Querubim Lapa konkrete Anweisungen, wie das Werk zu vollenden sei. Der Österreicher Friedensreich Hundertwasser wählte ebenso die Fliesen für sein Werk, er entwarf ein Gemälde mit dem Namen Unterwassersetzung von Atlantis. Yayoi Kusama aus Japan entwarf ein namenloses Fliesengemälde, das sich an der nördlichsten Bahnsteigwand – nur unterbrochen durch den Tunnelmund zur Kehranlage – befindet. S. H. Raza aus Indien verwandte ebenfalls die traditionelle Fliesenkunst, um ebenfalls mit dem Gemälde „Les Océans“ auf das Motto der Weltausstellung einzugehen.
Erró aus Island stellte mit zahlreichen Fabelwesen, Legenden und tatsächlichen Ereignissen eine comicartige Symbiose auf einem großen Fliesenwerk im Zwischengeschoss dar. Zao Wou-Ki aus China entwarf ebenso ein Fliesenwerk namens L'Atlantic, Abdoulaye Konaté aus Mali ein ebenso wasserreiches Fliesenwerk, mit zahlreichen bunten Fischen. Ein weiteres Fliesenwerk stammt vom Argentinier Antonio Seguí, das am südlichen Ende des Bahnhofes – durchtrennt durch den Tunnelmund in Richtung Cabo Ruivo – ebenso viele maritime Details zeigt. Arthur Boyd aus Australien fertigte ebenso ein Fliesenwerk an, das ein Marineschiff zeigt, während Sean Scully aus Irland ein Fliesenwerk mit abstrakter Kunst ohne direkte maritime Bezüge entwarf. Neben den zahlreichen künstlerischen Produkten, die auf die portugiesische Fliesenkunst Bezug nahmen, beteiligte sich auch die polnische Bildhauerin Magdalena Abakanowicz mit einer großen Bronzestatue, die einen Fisch darstellen soll.

## Kunstwerke (Auswahl)

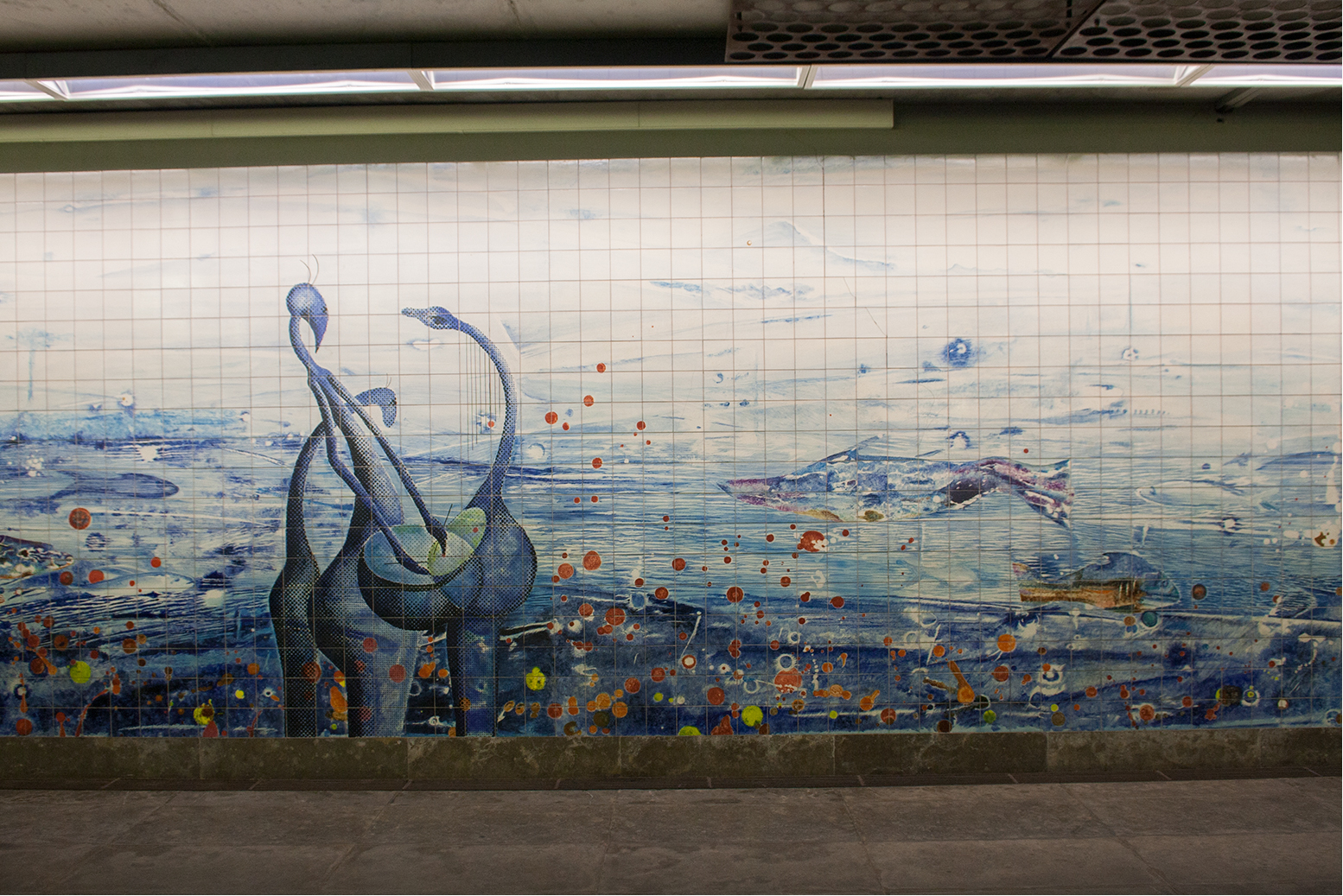
Abdoulaye Konaté (Mali)
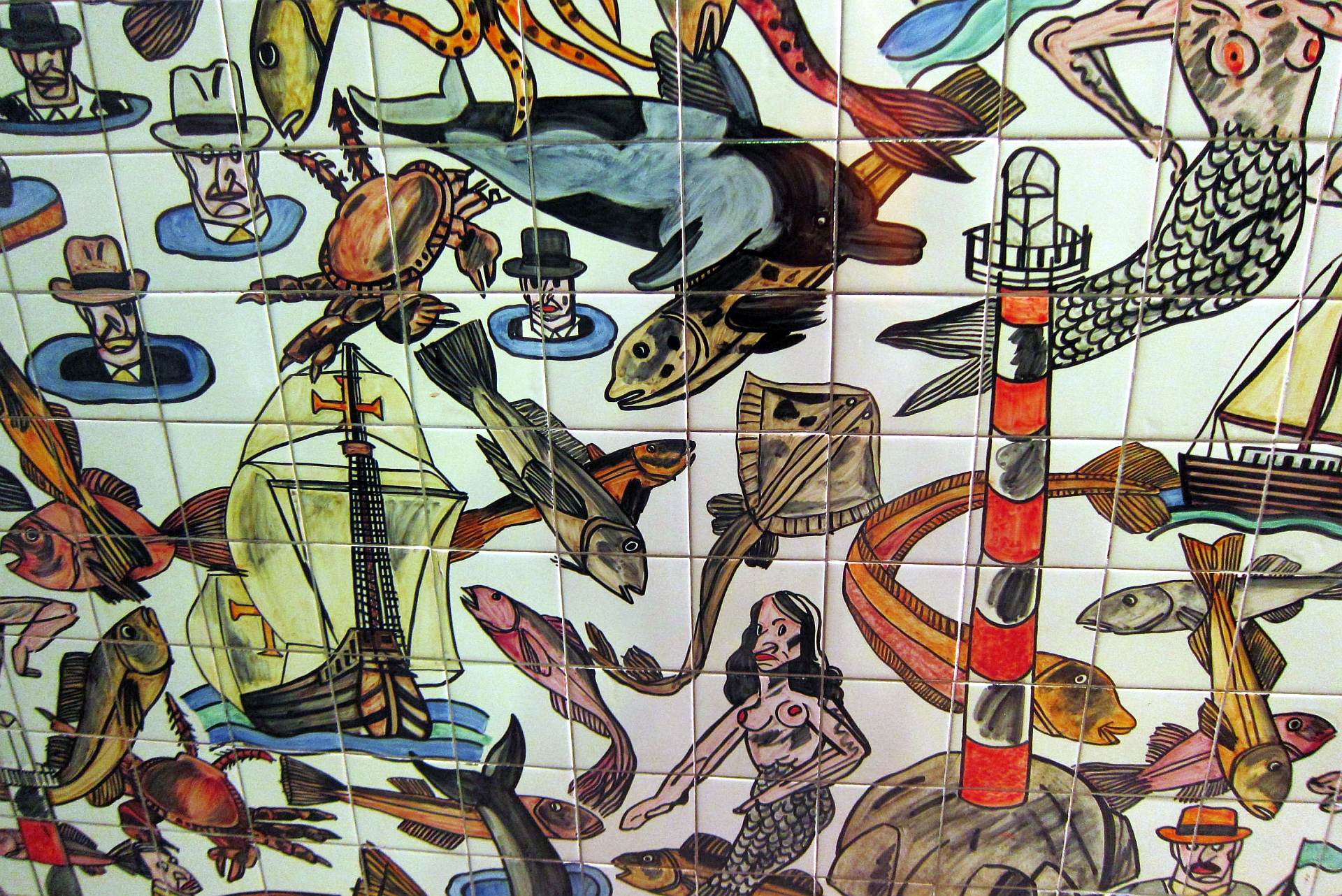
Antonio Seguí (Argentinien)
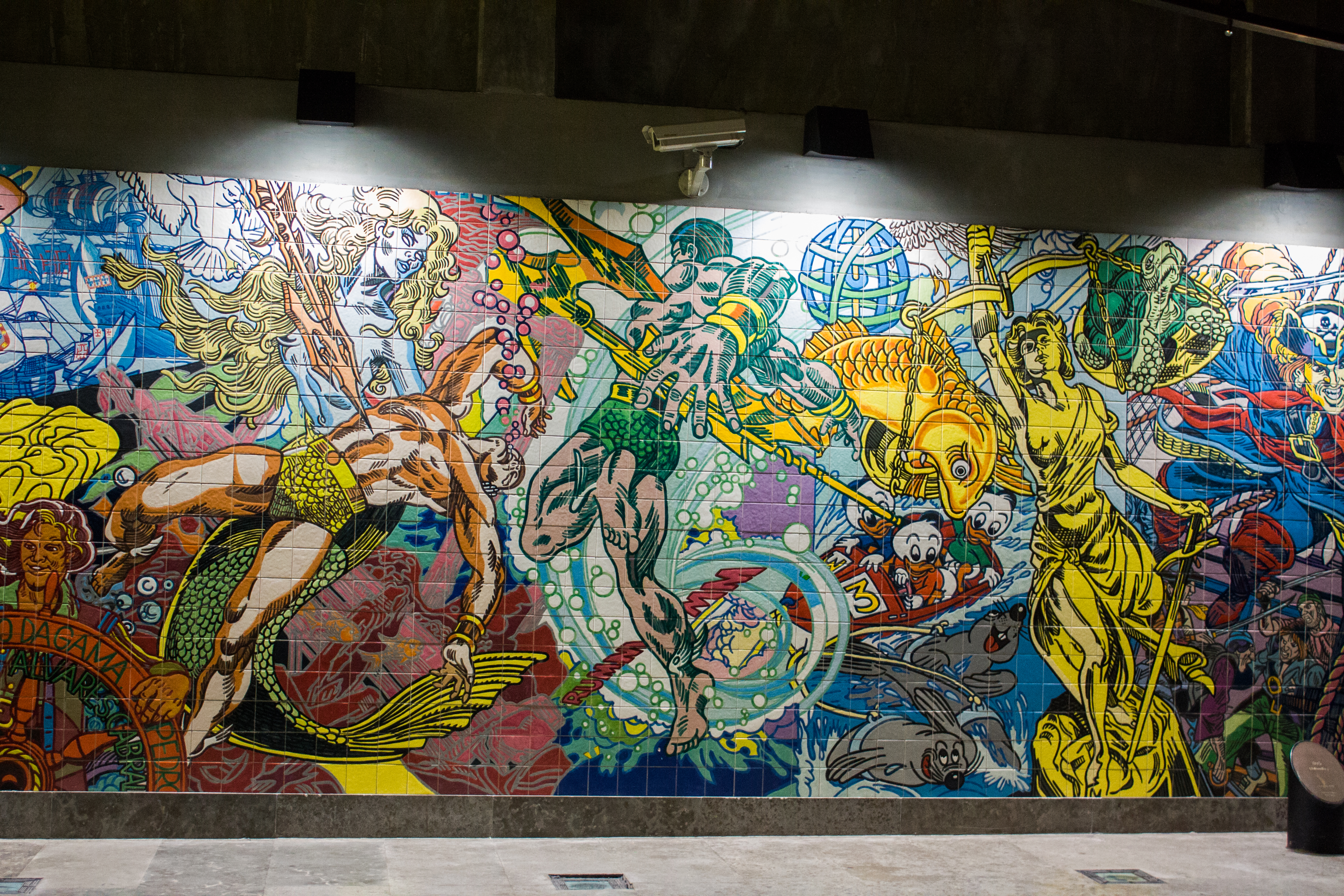
Erró (Island)
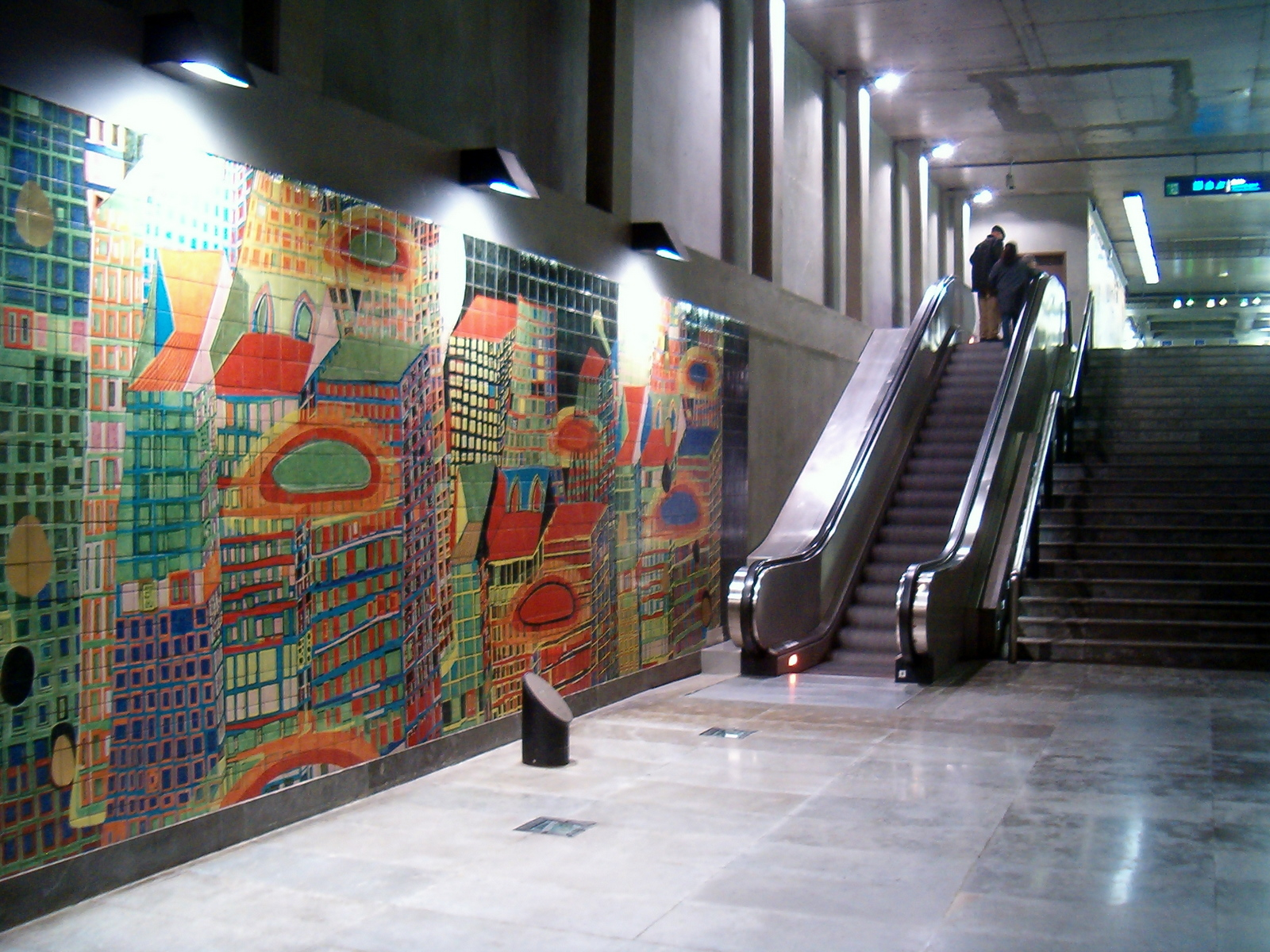
Friedensreich Hundertwasser (Österreich)
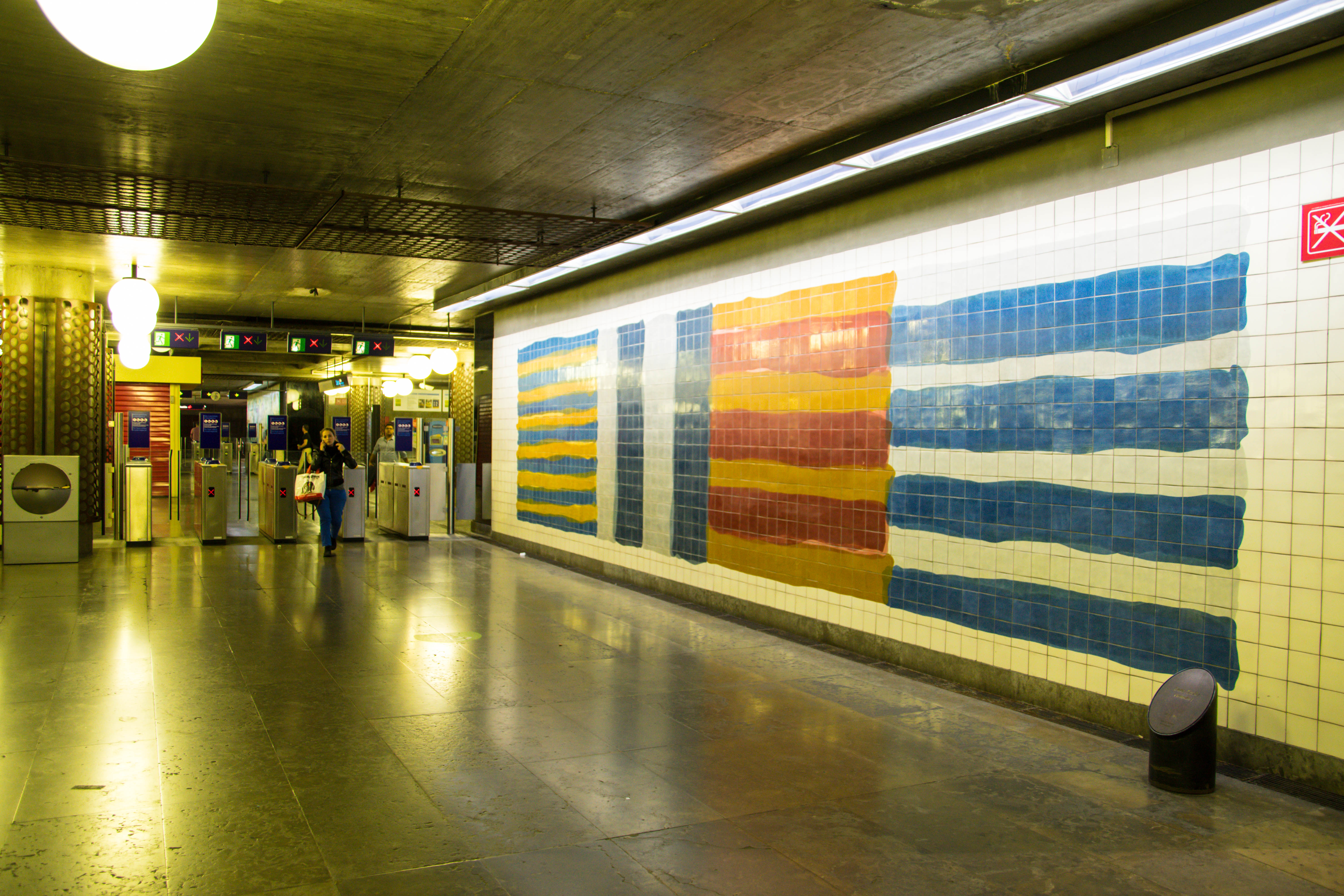
Sean Scully (Irland)
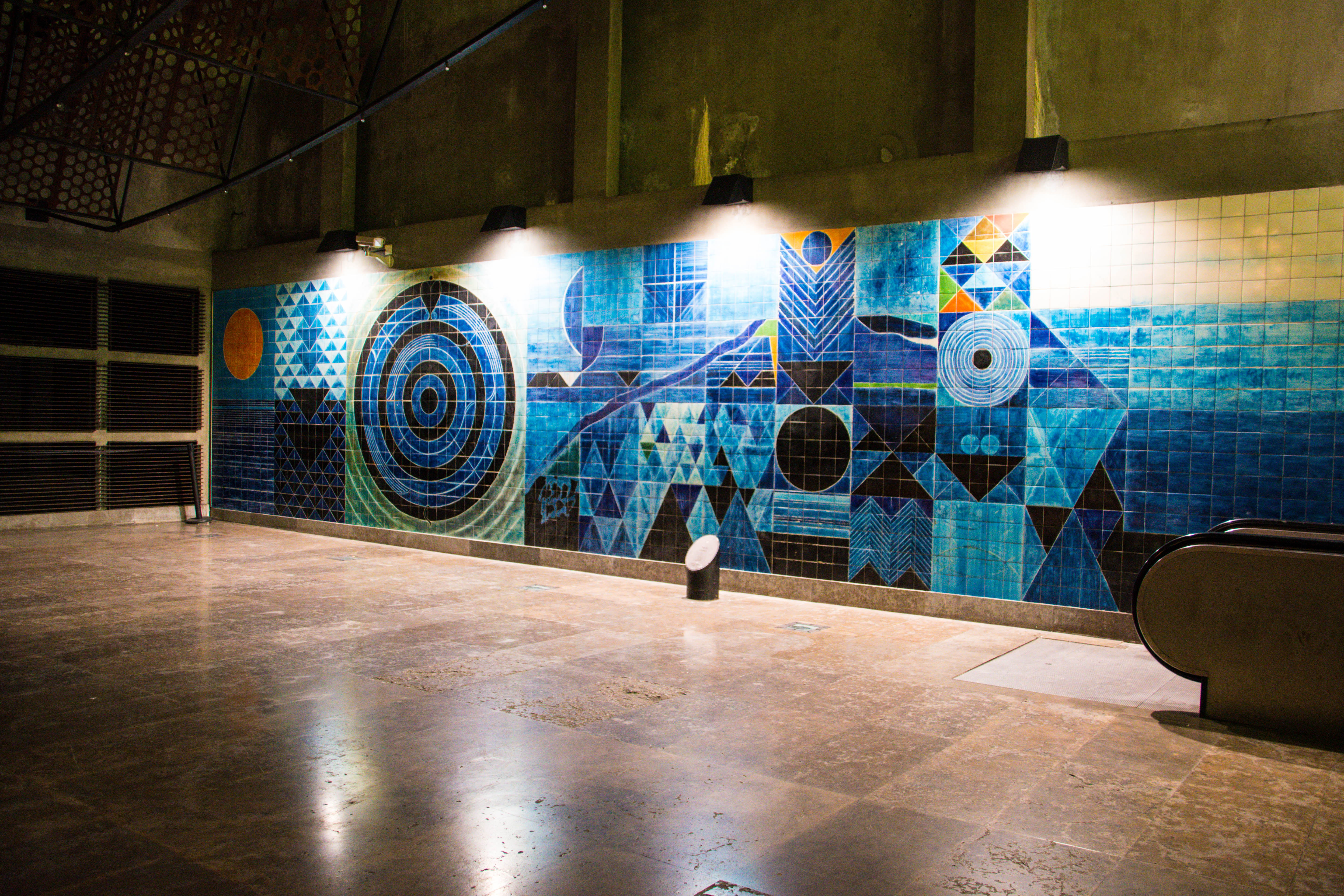
S. H. Raza (Indien)
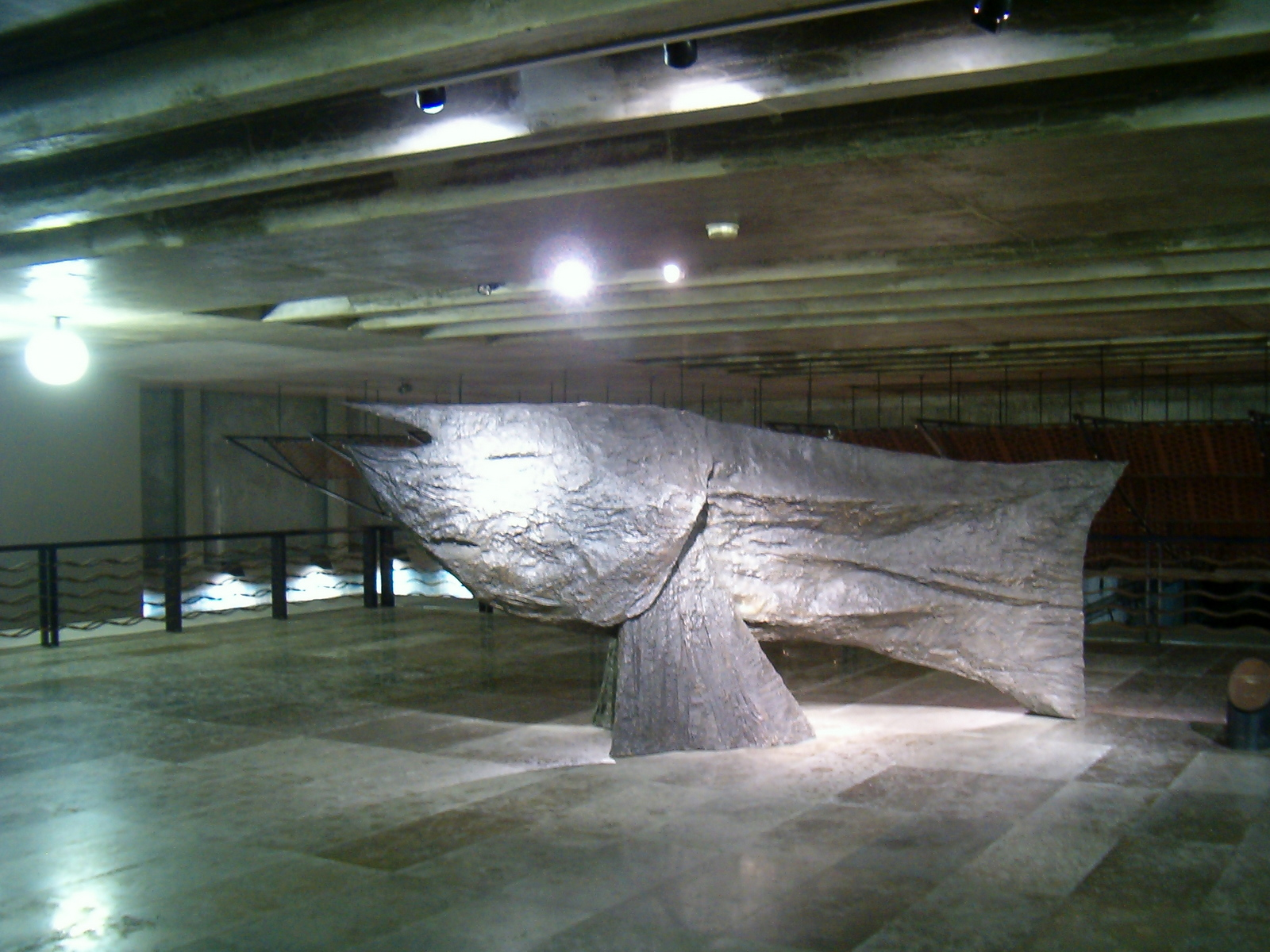
Magdalena Abakanowicz (Polen)

## Verlauf
Am U-Bahnhof bestehen Umsteigemöglichkeiten zu den Buslinien der Gesellschaften Carris, Rodoviária de Lisboa, Setubalense und Transportes Sul do Tejo. Des Weiteren bestehen Umsteigemöglichkeiten zu den Nah- und Fernverkehrszügen der Eisenbahngesellschaften CP Urbanos de Lisboa, CP Regional und CP Longo Curso sowie zu den Fernbussen.
| Linie | Verlauf |
| ----- | --- |
|       | Aeroporto – Encarnação – Moscavide – Oriente – Cabo Ruivo – Olivais – Chelas – Bela Vista – Olaias – Alameda – Saldanha – São Sebastião |

## Einzelnachweise

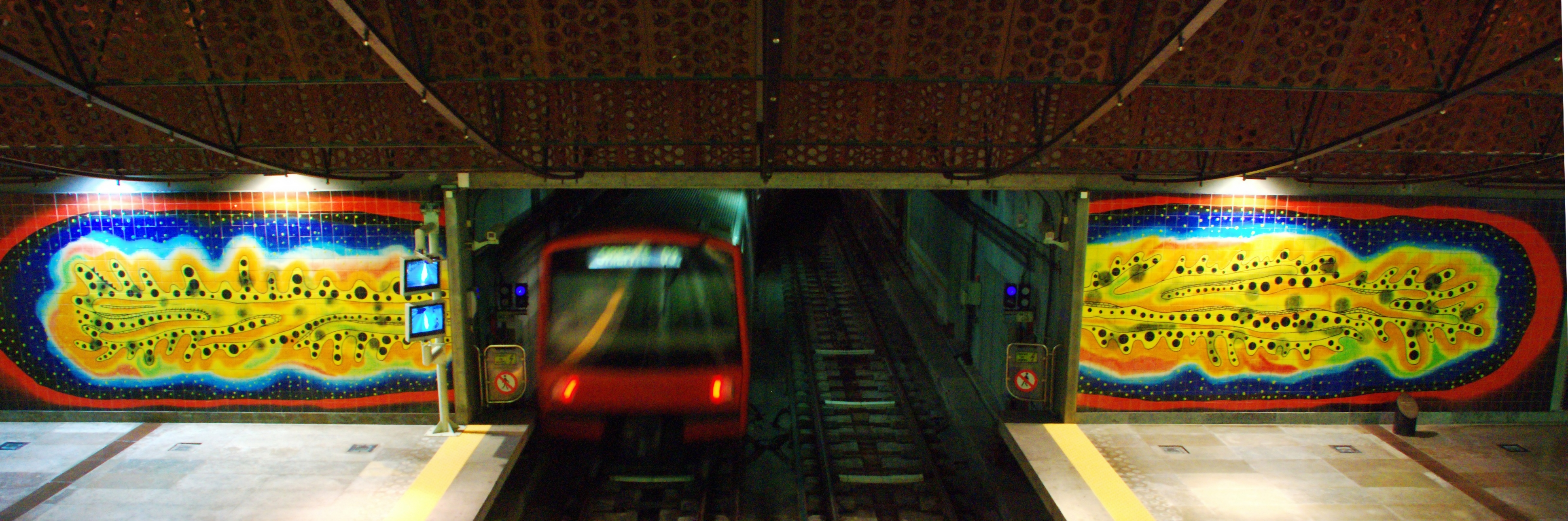
Werk der japanischen Künstlerin Yayoi Kusama am nördlichen Tunnelmund des Bahnhofes